# 벡터 다발
위상수학 및 미분기하학에서 벡터 다발(영어: vector bundle)은 올에 위상 벡터 공간의 구조가 주어진 올다발이다.

## 정의
다음 데이터가 주어졌다고 하자.
- 위상 공간 {\displaystyle X}
- 위상환 {\displaystyle K}
- {\displaystyle K} 위의 위상 왼쪽 가군 {\displaystyle _{K}V}
- 올다발 {\displaystyle \pi \colon E\twoheadrightarrow X}
- 각 {\displaystyle x\in X}에 대하여, 올 {\displaystyle E_{x}=\pi ^{-1}(x)} 위의 {\displaystyle K}-위상 왼쪽 가군 구조

만약 {\displaystyle X}가 다음과 같은 호환 조건을 만족시키는 열린 덮개 {\displaystyle (U_{i})_{i\in I}} 및 위상 동형 사상들의 족
{\displaystyle \left(\phi _{i}\colon U\times V\to \pi ^{-1}(U)\right)_{i\in I}}
를 가질 수 있다면, 올다발 {\displaystyle (X,E,\pi )}를 올 {\displaystyle V}의 왼쪽 가군 다발(-加群-, 영어: left module bundle)이라 한다.
임의의 {\displaystyle i\in I} 및 {\displaystyle x\in U_{i}}에 대하여 {\displaystyle \phi _{i}(x,-)\colon v\mapsto \phi _{i}(x,v)}는 {\displaystyle V}와 올 {\displaystyle E_{x}} 사이의 {\displaystyle K}-위상 왼쪽 가군 동형을 정의한다.
위와 같은 구조 {\displaystyle (U_{i},\phi _{i})_{i\in I}}를 {\displaystyle E}의 국소 자명화(局所自明化, 영어: local trivialization)라고 한다.
그러나 국소 자명화의 구조는 벡터 다발을 정의하는 데이터에 포함되지 않는다.
마찬가지로 오른쪽 가군 다발(-加群-, 영어: right module bundle)을 정의할 수 있다. 만약 {\displaystyle K}가 가환 위상환이라면 왼쪽·오른쪽을 구별하지 않아도 된다.
만약 위상환 {\displaystyle K}가 위상체일 경우, 이에 대한 가군 다발은 벡터 다발이라 한다.
만약 {\displaystyle K}가 위상체이며 {\displaystyle V=K}일 경우, 올이 {\displaystyle K}인 벡터 다발을 선다발(線다발, 영어: line bundle)이라고 한다.
만약 {\displaystyle V}가 바나흐 공간일 경우 올이 {\displaystyle V}인 벡터 다발을 바나흐 다발(영어: Banach bundle)이라고 한다. 이와 마찬가지로 힐베르트 공간 올을 갖는 힐베르트 다발(영어: Hilbert bundle)이나 국소 볼록 공간 올을 갖는 국소 볼록 벡터 다발(영어: locally convex vector bundle)을 정의할 수 있다.

### 매끄러운 벡터 다발
미분기하학을 전개하기 위해서는 연속 함수 대신 매끄러운 함수를 사용해야 한다. 즉, 다음 데이터가 주어졌다고 하자.
- 매끄러운 다양체 {\displaystyle X}
- 유클리드 공간 {\displaystyle \mathbb {R} ^{n}}
- 매끄러운 올다발 {\displaystyle \pi \colon E\twoheadrightarrow X}
- 각 {\displaystyle x\in X}에 대하여, 올 {\displaystyle E_{x}=\pi ^{-1}(x)} 위의 {\displaystyle n}차원 실수 벡터 공간 구조

만약 {\displaystyle X}가 다음과 같은 호환 조건을 만족시키는 열린 덮개 {\displaystyle (U_{i})_{i\in I}} 및 미분 동형 사상들의 족
{\displaystyle \left(\phi _{i}\colon U\times \mathbb {R} ^{n}\to \pi ^{-1}(U)\right)_{i\in I}}
를 가질 수 있다면, 올다발 {\displaystyle (X,E,\pi )}를 {\displaystyle n}차원 매끄러운 벡터 다발(-vector-, 영어: smooth vector bundle)이라 한다.
임의의 {\displaystyle i\in I} 및 {\displaystyle x\in U_{i}}에 대하여 {\displaystyle \phi _{i}(x,-)\colon v\mapsto \phi _{i}(x,v)}는 {\displaystyle V}와 올 {\displaystyle E_{x}} 사이의 실수 벡터 공간 동형을 정의한다.
이 경우, 벡터 다발의 전체 공간 역시 매끄러운 다양체를 이루어야 하므로, 그 스칼라체는 실수체를 사용하고, 차원이 유한해야만 한다.

### 벡터 다발 사상
위상 공간 {\displaystyle X}와 위상환 {\displaystyle K}가 주어졌다고 하자. {\displaystyle X} 위의 두 {\displaystyle K}-왼쪽 가군 다발 {\displaystyle E,E'\twoheadrightarrow X} 사이의 가군 다발 사상(加群-寫像, 영어: module bundle morphism) {\displaystyle f\colon E\to E'}은 다음 조건을 만족시키는 다발 사상이다.
- 임의의 {\displaystyle x\in X}에 대하여, {\displaystyle f}로 정의되는 함수 {\displaystyle E_{x}\to E'_{x}}는 {\displaystyle K}-위상 왼쪽 가군의 사상이다 (즉, 연속 함수이자 {\displaystyle K}-가군 준동형이다).

마찬가지로, 매끄러운 다양체 {\displaystyle X} 위의 두 매끄러운 벡터 다발 {\displaystyle E,E'\twoheadrightarrow X} 사이의 매끄러운 벡터 다발 사상(-vector-寫像, 영어: smooth vector bundle morphism)은 매끄러운 함수인 벡터 다발 사상이다.

## 연산
위상 가군 또는 위상 벡터 공간에 가할 수 있는 연산(직합, 텐서곱, 연속 쌍대 공간 등)을 가군 다발 또는 벡터 다발에 올마다 가하여 정의할 수 있다.

### 직합
위상 공간 {\displaystyle X} 위의, 같은 위상환 {\displaystyle K}에 대한 왼쪽 가군 다발 {\displaystyle E,E'\twoheadrightarrow X}이 주어졌다고 하자. 그렇다면, 두 왼쪽 가군 다발의 직합 {\displaystyle E\oplus E'}을 정의할 수 있다. 각 {\displaystyle x\in X}에서 {\displaystyle E\oplus E'}의 올은 다음과 같다.
{\displaystyle (E\oplus E')_{x}=E_{x}\oplus E'_{x}}
만약 {\displaystyle X}가 매끄러운 다양체이며, {\displaystyle E}와 {\displaystyle E'}이 매끄러운 벡터 다발이라면 {\displaystyle E\oplus E'} 역시 매끄러운 벡터 다발이다.

### 텐서곱
위상 공간 {\displaystyle X} 위의, 같은 가환 위상환 {\displaystyle K}에 대한 가군 다발 {\displaystyle E,E'\twoheadrightarrow X}이 주어졌다고 하자. 그렇다면, 두 가군 다발의 텐서곱 {\displaystyle E\otimes _{K}E'}을 정의할 수 있다. 각 {\displaystyle x\in X}에서 {\displaystyle E\otimes _{K}E'}의 올은 다음과 같다.
{\displaystyle (E\otimes _{K}E')_{x}=E_{x}\otimes _{K}E'_{x}}
만약 {\displaystyle X}가 매끄러운 다양체이며, {\displaystyle E}와 {\displaystyle E'}이 매끄러운 벡터 다발이라면 {\displaystyle E\otimes _{\mathbb {R} }E'} 역시 매끄러운 벡터 다발이다.

### 쌍대 벡터 다발
위상 공간 {\displaystyle X} 위의, 위상체 {\displaystyle K}에 대한 벡터 다발 {\displaystyle E}의 쌍대 벡터 다발(雙對vector다발, 영어: dual vector bundle) {\displaystyle E^{*}}는 각 올이 {\displaystyle E}의 연속 쌍대 공간인 벡터 다발이다.
{\displaystyle E_{x}^{*}=(E_{x})'}
만약 {\displaystyle X}가 매끄러운 다양체이며, {\displaystyle E}가 매끄러운 벡터 다발이라면 {\displaystyle E^{*}} 역시 매끄러운 벡터 다발이다.

## 성질
위상 공간 {\displaystyle X} 위의, 위상체 {\displaystyle K}에 대한 벡터 다발들의 범주는 가법 범주를 이루지만, 일반적으로 핵과 여핵을 갖지 못해 아벨 범주를 이루지 못한다. (이 문제를 해결하기 위해, 대수기하학에서는 보통 연접층을 대신 사용한다.)

### 코쥘 접속
벡터 다발 위에는 벡터 다발 구조와 호환되는 에레스만 접속인 코쥘 접속이라는 구조를 정의할 수 있다.

## 분류
위상 공간 위의 유한 차원 실수 또는 복소수 벡터 다발들은 위상 K이론이라는 환으로 분류된다.

## 예

### 자명한 벡터 다발
임의의 위상 공간 {\displaystyle X} 및 위상 벡터 공간 {\displaystyle V}에 대하여, {\displaystyle X\times V}는 자명한 벡터 다발을 이룬다. 만약 {\displaystyle X}가 매끄러운 다양체이며 {\displaystyle V=\mathbb {R} ^{n}}이 유클리드 공간이라면 이는 매끄러운 벡터 다발을 이룬다.

### 접다발
임의의 매끄러운 다양체 위에는 접다발이라는 매끄러운 벡터 다발이 존재하며, 그 차원은 다양체 자체의 차원과 같다.

### 연관 벡터 다발
위상 공간 {\displaystyle X} 위의 주다발과, 주다발의 구조 위상군의 연속 표현이 주어졌을 때, {\displaystyle X} 위에 연관 벡터 다발이라는 벡터 다발을 구성할 수 있다.

### 이산 공간
한원소 공간 {\displaystyle \{\bullet \}} 위의 {\displaystyle K}-벡터 다발의 개념은 {\displaystyle K}-위상 벡터 공간의 개념과 동치이며,
한원소 공간 {\displaystyle \{\bullet \}} 위의 매끄러운 벡터 다발의 개념은 유한 차원 실수 벡터 공간의 개념과 동치이다.

## 같이 보기
- 그라스만 다양체
- 코쥘 접속
- 특성류
- 피카르 군
- 선다발(flux, 선속)